# Lung Jün
Lung Jün (čínsky pchin-jinem Lóng Yún, znaky zjednodušené 龙云, tradiční 龍雲; 27. listopadu 1884 – 27. června 1962) byl čínský generál a guvernér provincie Jün-nan mezi lety 1928 -1945. Poté byl svržen na příkaz Čankajška. Lung Jün byl iské národnosti.

## Začátek kariéry a guvernér Jün-nanu
Svou vojenskou kariéru započal vstupem do armády jünnanského válečníka roku 1911 a postupem času byl povýšen do hodnosti velitele sboru. Na konci roku 1914 absolvoval výcvik bojových umění a byl povýšen na hodnost poručíka. Sloužil v Jünnanské armádě Tchang Ťi-jaoa až do února 1927, kdy uskutečnil vojenský převrat a dostal se k moci.
Lung Jün se roku 1928 stal novým guvernérem a vládl až do roku 1945. Provedl řadu reforem v oblasti jünnanské politiky, vojenství, ekonomiky, kultury i vzdělávání. Zásadně reformoval ekonomiku, rozšířil papírové peníze v regionu a upravil regulaci výše cel. Upřednostnil vývoz textilu a podporoval rozvoj výroby a těžby cínové rudy, wolframu, antimonů, mědi, soli, uhlí a dalšího nerostného bohatství. Dalším jeho projektem bylo vybudování nové infrastruktury, která byla v Jün-nanu v katstrofálním stavu. Proto založil dopravní podnik, který postavil Barmskou cestu, Tienkchangskou cestu, Západní silnici S’-čchuan-Jün-nan, silnici Jün-nan- S’-čchuan a silnici Jün-nan-Kuang-si. Věnoval se také rozvoji zemědělských částí Jün-nanu. Nechal vyměřit plochu zemědělské půdy po celé zemi a později využil tyto informace k reformě výběru daní. Podporoval pěstování obilí snížením daní a snažil se dosáhnout potravinové soběstačnosti pro všechny zemědělce. Díky reformám Lung Jüna byl Kchun-ming (hlavní město Jün-nanu) označován jako „demokratická pevnost“.

## Válka s Japonskem
Po vypuknutí války se stal vrchním velitelem první armádní skupiny, která bojovala proti Japoncům na území Jün-nanu. Válka přinesla do provincie rozvoj a modernizaci, neboť nacionalistická vláda využila postavení provincie a přemístila do ní továrny, univerzity a vládní agentury z oblastí u pobřeží. Do provincie se nahrnula pracovní síla i kapitál. Barmská cesta učinila z Jün-nanu centrum, kterým proudily zásoby do celé Číny, a Kchun-ming se stal klíčovou základnou amerického letectva.

## Po válce

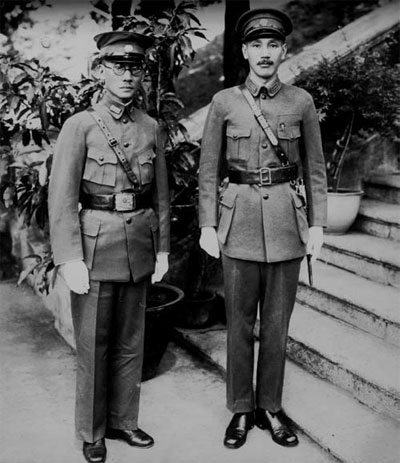
Lung Jün a Čankajšek

Když se Čankajšek stáhl do západní Číny, ocitl se v oblasti, kterou sotva ovládal. Generalissimus chtěl získat moc nad celou Čínou. Obě dvě hlavní provincie západní Číny, S’-čchuan a Jün-nan byly ovládány místními generály. V roce 1941 Čankajšek provedl převrat a vyhnal vládce S’-čchuanu. Následně jmenoval sobě loajálního guvernéra. V roce 1945 Lung Jün uposlechl Čankajškovy rozkazy a poslal většinu své armády na hranici s Francouzskou Indočínou. Absence jeho armády však vedla k jeho svržení. 5. října 1945 se udál Kchun-mingský incident, který ukončil jeho18 letou vládu nad provincií.
Poté, co byl svržen po 18 letech vlády, Lung Jün utekl do Hongkongu. Vstoupil do Kuomintangského revolučního výboru (KMT-RC), kuomintangské protičankajškovské organizace. V srpnu 1949 vyhlásil z Hongkongu revoluci proti Čankajškovi. Ta skončila fiaskem. KMT-RC se nakonec stala největší „demokratickou stranou“ za vlády komunistické strany po založení Lidové republiky.

## Návrat do Čínské lidové republiky
Lung Jün se vrátil do Jün-nanu v roce 1950. Komunisté se řídili principem nepřítel mého nepřítele je můj přítel. Lung Jün získal několik vysoce postavených pozic, jako jsou člen Čínského lidového politického poradního shromáždění a člen Stálého výboru Všečínského shromáždění lidových zástupců. Stal se také místopředsedou Státního výboru obrany a místopředsedou Administrativní rady jihozápadní Číny.
Roku 1956 navštívil s pověřením vlády několik východoevropských zemí včetně Československa.
Následně byl kritický vůči zahraniční politice Číny což vedlo k tomu, že byl označen za pravicového. Zemřel 27. ledna 1962 v Pekingu na infarkt myokardu.